# بريان هيوز
بريان هيوز (بالإنجليزية: Bryan Hughes)‏ (19 يونيو 1976 ليفربول المملكة المتحدة - ) هو لاعب كرة قدم بريطاني يلعب كلاعب وسط.

## روابط خارجية
- بريان هيوز على موقع قاعدة بيانات كرة القدم.إي يو (الإنجليزية)
- بريان هيوز على موقع Soccerbase.com (لاعب) (الإنجليزية)
- بريان هيوز على موقع عالم كرة القدم.نت (الإنجليزية)